# Stephen Henderson
Stephen Henderson (ur. 2 maja 1988 w Dublinie) – irlandzki piłkarz występujący na pozycji bramkarza.
Wychowanek Aston Villi, w swojej karierze grał także w takich zespołach jak Bristol City, York City, Weymouth, Wycombe Wanderers, Aldershot Town, Yeovil Town, Portsmouth, West Ham United, Ipswich Town, Bournemouth oraz Charlton Athletic. Reprezentant Irlandii do lat 21.
W swojej karierze rozegrał 121 spotkań w Championship.